# 吉田嵩
吉田 嵩（よしだ しゅう、1996年7月8日 - ）は、長崎県島原市出身の元プロ野球選手（投手）。右投右打。NPBでは育成選手であった。

## 経歴

### 高校時代まで
長崎県島原市に5人兄弟の一番下として生まれる。他の兄弟も野球経験者で、1人上の兄である吉田圭志は愛媛マンダリンパイレーツに所属している。
海星高等学校では2年生の秋からエースピッチャーになるものの、3年生春の県大会後に故障。復帰後は主にリリーフとなり、夏の甲子園に出場。初戦の二松学舎大附属戦では最速145km/hの球速を記録した。1学年下に髙山凌がいる。
2014年のプロ野球ドラフト会議では指名がなかった。ドラフト前から、NPBに進むために独立リーグ入りする可能性を明言しており、四国アイランドリーグplusのトライアウトリーグに参加して合格し、徳島インディゴソックスから指名を受けた。

### 徳島時代
当初は新たな環境に慣れるのに時間がかかったが、5月22日の香川オリーブガイナーズ戦で初勝利。6月に実施されたリーグの北米遠征選抜チームにも選出された。後期には3試合連続完投勝利も記録し、最終的に18試合に登板して5勝4敗、防御率2.16の成績を残した。10月22日のプロ野球ドラフト会議で、中日ドラゴンズから育成選手枠2位で指名を受けた。

### 中日時代
2016年は開幕前の3月に広背筋を故障、ウエスタン・リーグの試合にも出場できなかった。フェニックスリーグで3試合登板したにとどまり、現状維持で契約を更改、「思っていた以上に練習量が多かった。その準備が足りなかった」とコメントした。
2018年10月1日、球団から来季の契約を結ばないことを通告された。10月31日、自由契約公示。11月13日の12球団合同トライアウトに参加し、2四球1奪三振だった。

### 社会人野球時代
中日退団後はJPアセット証券に入社した。同期の社員に元DeNAの亀井塔生がいる。同社野球部は2019年8月19日に日本野球連盟に新規加盟。吉田も同部に所属し、主力投手としての活躍に期待がかけられていた。2021年2月1日に亀井らとともに退団が発表され、同日、自身のTwitterにて現役引退を表明した。

### 現役引退後
営業職を経て、2022年5月より愛知県名古屋市中区栄のバー「BAR White」の代表を務める。

## 詳細情報

### 年度別投手成績
- 一軍公式戦出場なし

### 独立リーグでの投手成績
| 年 度     | 球 団     | 防 御 率 | 登 板 | 勝 利 | 敗 戦 | セ 丨 ブ | 完 投 | 完 封 | 無 四 球 | 投 球 回 | 打 者 | 被 安 打 | 被 本 塁 打 | 奪 三 振 | 与 四 球 | 与 死 球 | 失 点 | 自 責 点 | 暴 投 | ボ 丨 ク |
| --------- | --------- | -------- | ----- | ----- | ----- | -------- | ----- | ----- | -------- | -------- | ----- | -------- | ----------- | -------- | -------- | -------- | ----- | -------- | ----- | -------- |
| 2015      | 徳島      | 2.16     | 18    | 5     | 4     | 0        | 4     | 1     | 2        | 96.0     | 381   | 73       | 6           | 60       | 22       | 2        | 24    | 23       | 3     | 0        |
| 通算：1年 | 通算：1年 | 2.16     | 18    | 5     | 4     | 0        | 4     | 1     | 2        | 96.0     | 381   | 73       | 6           | 60       | 22       | 2        | 24    | 23       | 3     | 0        |

- 各年度の太字はリーグ最高

### 背番号
- 11（2015年）
- 205（2016年 - 2018年）